# ظهرة الحنائى (حبيش)

تعديل مصدري - تعديل

ظهرة الحنائى محلة تابعة لقرية الحنائي، التابعة لعزلة الجعافرة بمديرية حبيش إحدى مديريات محافظة إب في الجمهورية اليمنية، بلغ تعداد سكانها 76 حسب تعداد اليمن لعام 2004.